# Paul László
Paul László (Debrecen, 6 febbraio 1900 – Santa Monica, 27 marzo 1993) è stato un architetto e designer ungherese, il cui lavoro ha attraversato otto decenni e molti paesi. László ha costruito la sua reputazione spostandosi gradualmente dalla progettazione di interni di case al design di interni retail e commerciali.
Era nato (come László Pál) a Debrecen, in Ungheria, da Ignác László e Regina Soros. La sua famiglia si trasferì a Szombathely. Le fonti che citano come suo luogo di nascita Budapest sono in errore. Aveva tre sorelle e due fratelli, due delle sue sorelle ed entrambi i suoi genitori morirono durante l'Olocausto.
László completò la sua formazione a Vienna, in Austria prima di trasferirsi a Stoccarda, in Germania, dove si affermò rapidamente come designer di spicco, vincendo l'ammirazione, tra gli altri, Salvador Dalí. Tuttavia, la crescente ondata di antisemitismo e il nazismo fecero la posizione di László precaria in Europa a causa della sua origine ebraica. Nel 1936 fuggì dall'Europa per gli Stati Uniti per sfuggire ai nazisti. Ironia della sorte, e senza che László ne fosse a conoscenza, alcuni dei suoi lavori apparvero nel Nido dell'Aquila di Adolf Hitler vicino a Berchtesgaden, che fece infuriare Albert Speer, architetto capo del Terzo Reich e consigliere molto vicino a Hitler. Questo convinse László a dover lasciare la sua famiglia, la sua pratica ed i suoi amici perché l'Europa non era più un posto sicuro per lui. Chiese ed accettò la cattedra d'architettura presso l'Università tecnica Federico Santa Maria in Cile. Tuttavia, non era intenzionato ad andare in Sud America, ed era nascosto da amici finché non fu in grado di ottenere il passaggio su un oceanliner, che non era diretto in Sud America, ma piuttosto a New York.
Arrivato a New York, comprò subito un'automobile, guidando a sud della California, e istituì un ufficio nella ricca Beverly Hills, California. La reputazione di László lo precedeva. Era popolare all'interno dell'élite politica e ricca, tra i quali Ronald Reagan, Gary Cooper, Cary Grant, Barry Goldwater, i Vanderbilt, Fritz Lang, Barbara Hutton, Ray Milland, Debbie Reynolds, Sonja Henie, Billy Wilder, Dorothy Lamour, John D. Hertz, Barbara Stanwyck, Henry Koster, William Perlberg, William Wyler, e Robert Taylor. Anche se ha profondamente amato Los Angeles, la sua opera è rimasta di portata internazionale. I suoi disegni sono stati opulenti ma mai esagerati, costosi ed eseguiti con gusto impeccabile. I suoi progetti non hanno lasciato mai nulla al caso, e lui avrebbe progettato virtualmente tutti gli aspetti compresi mobili, tessuti, tendaggi, tappeti, lampade e altri dispositivi.
László era notoriamente intransigente nei suoi progetti di design, ma con il suo stile unico, pochi si lamentavano a causa dello schiacciante impatto dei suoi progetti completati. Egli personalmente preferiva mobili generosamente dimensionati, ma, per un cliente che era di bassa statura, László disegnò tutti i mobili in scala leggermente più piccola rispetto agli standard. László fu felice quando il cliente più tardi gli disse che la nuova casa lo faceva sentire alto per la prima volta nella sua vita. Così László dedicò sempre di più i suoi sforzi per interni, e raramente avrebbe accettato commissioni architettoniche. Era conosciuto per respingere i clienti quando pensava che il rapporto sarebbe stato insoddisfacente per lui. Il più famoso rifiuto fu quando non volle progettare per Elizabeth Taylor nel 1960, al culmine della sua celebrità, a causa delle sue richieste, poi, si rifiutò di progettare per Barbra Streisand per ragioni analoghe.
Nel 1948, László insieme con George Nelson, Charles Eames e Isamu Noguchi progettò la società Herman Miller. A partire dal 1941 e per oltre 25 anni, László ha mantenuto il suo studio di design al 362 Nord Rodeo Drive a Beverly Hills. Lo studio aveva anche una piccola zona mostra per i suoi lavori e lo ha aiutato a raggiungere un rilievo ancora maggiore. Ha progettato grandi magazzini per Bullock Wilshire, Goldwaters, Robinson, Saks Fifth Avenue, Halls (Crown Center, Kansas City), Baia di Hudson e di Ohrbach. Inoltre, ha progettato molti dei casinò e showroom negli hotel di proprietà di Howard Hughes a Las Vegas. László ha raggiunto ulteriormente la fama con il suo elegante rifugio antiaereo progettato per John D. Hertz in collaborazione con la United States Air Force. Ha inoltre ideato Atomville, una città sotterranea futuristica.
Come prova della lunga e altamente considerata carriera di László, fotografie e descrizioni del suo lavoro appaiono in libri e riviste provenienti da ogni decennio a partire dal 1920 e sono ancora in corso di pubblicazione nel XXI secolo. La rivista Time (18 agosto 1952), lo descrisse come "architetto del Millionaire". Aveva una capacità di combinare i colori che potrebbero sembrare inconciliabili, ma se visto nel loro insieme, erano caldi e gradevoli. Fu questo uso del colore con la grande scala e le linee fluide ai suoi disegni e l'integrazione di un intero progetto che ha contraddistinto il suo lavoro.
László servito in entrambe le guerre mondiali. Ha combattuto con l'artiglieria ungherese sul fronte italiano nella prima guerra mondiale, e si è arruolato nell'esercito degli Stati Uniti durante la seconda guerra mondiale.
László ha donato gran parte dei suoi materiali originali alla Scuola di Architettura presso l'Università della California, Santa Barbara. Il suo lavoro è occasionalmente esposta al Museo di Arte Moderna di New York ed è spesso visto in retrospettive nazionali e internazionali sul design del XX secolo.
Paul László è stato sposato due volte e ha avuto un figlio (Peter Paul) con la seconda moglie, la stella Maxine Fife. Era anche lo zio del giocatore di bridge campione del mondo Ivan Erdos. Egli parlava correntemente in inglese, ungherese, francese e tedesco. László aveva due fratelli, Stefano, che ha vissuto gran parte della sua vita a Londra, Inghilterra e Elemer che sopravvisse fino all'età di 101 anni e il 21 agosto 2013, è morto a Toronto, in Canada. I resti di László sono al Westwood Village Memorial Park & Mortuary, Los Angeles, California.